# Ciemino (powiat człuchowski)
Ciemino – osada w Polsce położona w województwie pomorskim, w powiecie człuchowskim, w gminie Koczała.
W latach 1975–1998 miejscowość administracyjnie należała do województwa słupskiego.
W 1905 roku miejscowość zamieszkiwało 90 osób. Jeszcze na początku XIX wieku miejscowa ludność kaszubska podlegała pod parafię katolicką w Brzeźnie Szlacheckim i Borzyszkowach
Osada wchodzi w skład sołectwa Pietrzykowo.